# 로마 진군

로마로 진군하는 검은 셔츠단

로마 진군(이탈리아어: Marcia su Roma)은 1922년 10월 28일에 베니토 무솔리니가 검은 셔츠단을 이끌고, 로마로 진군하여 정권을 잡은 사건이다.
무솔리니가 로마에 들어오자, 이탈리아의 국왕인 비토리오 에마누엘레 3세는 무솔리니에게 내각을 구성해 달라고 요청을 했고, 그 누구도 그것을 막을 생각을 하지 않아, 무솔리니의 무혈 쿠데타는 성공하였다.

## 개요
제1차 세계대전 이후 이탈리아 국민은 연합국에 협력했음에도 승전에 따른 보상을 받지 못했다는 불만과, 이를 제대로 해결하지 못하는 무능한 의회에 대한 불신이 쌓여있었다. 더군다나 국내적으로는 사회주의자와 보수주의자, 노동자와 자본가의 갈등으로 혼란은 극에 달해 있었다. 이러한 상황에서 베니토 무솔리니에 의해 고안된 파시즘은 민족을 통일하고 과거 로마 제국의 영광을 되살리겠다는 슬로건을 내세우고 국민들 사이에서 서서히 세를 확장해 나아갔다.
1922년 10월 28일에 무솔리니는 위험한 도박을 감행하게 된다. 파시즘이 기득권을 위협할 정도로 충분히 성숙하지 못했음에도 정권을 탈취하기 위한 쿠데타를 시도하고자 한 것이다. 로마 진군은 현실적이고 구체적인 계획이나, 검은셔츠단 단원들에 대한 체계적인 훈련조차 되어있지 않은 상황에서 벌인 모험으로, 당시의 의회는 국왕의 승인을 얻어 얼마든지 이들을 제압할 수 있었다. 그러나 비토리오 에마누엘레 3세는 의회의 요청을 거절하고, 베니토 무솔리니에게 총리의 권한을 부여한다. 밀라노에서 상황을 지켜보며 정세가 불리해질 경우 곧바로 망명할 계획을 세우고 있던 무솔리니는 상황이 유리해지자 곧바로 로마로 돌아와 측근들과 검은 셔츠단을 대동하고 국왕과 상봉한다.

## 로마진군의 영향
로마진군은 쿠데타를 일으켜 기득권을 축출하는 방식의 전통적인 혁명의 모습은 갖추지 못했다. 오히려 이것은 기득권을 압박하여 일종의 연합세력을 구축한 것으로 볼 수 있다. 때문에 무솔리니 정부는 마리오티 암살사건 이전까지 상당히 불안정한 모습을 갖추고 있었다. 또한 1943년 무솔리니가 정권을 잃은것도 비토리오 에마누엘레 1세와 그 내각에 의해서였다. 파시스트들의 행동에 제약이 많았기 때문에 이탈리아의 파시즘 정권이 독일의 나치즘정권에 비해 상대적으로 온건했다는 평가를 받기도 한다.

## 같이 보기
- 뮌헨 폭동